# Chappal Waddi
De Chappal Waddi of Gangirwal is met een hoogte van 2419 meter de hoogste berg van Nigeria. De berg ligt in het het nationaal park Gashaka-Gumptide in de oostelijke provincie Taraba, vlak bij de grens met Kameroen. De naam Chappal Waddi betekent Berg des Doods.